# Comana (Cappadocia)

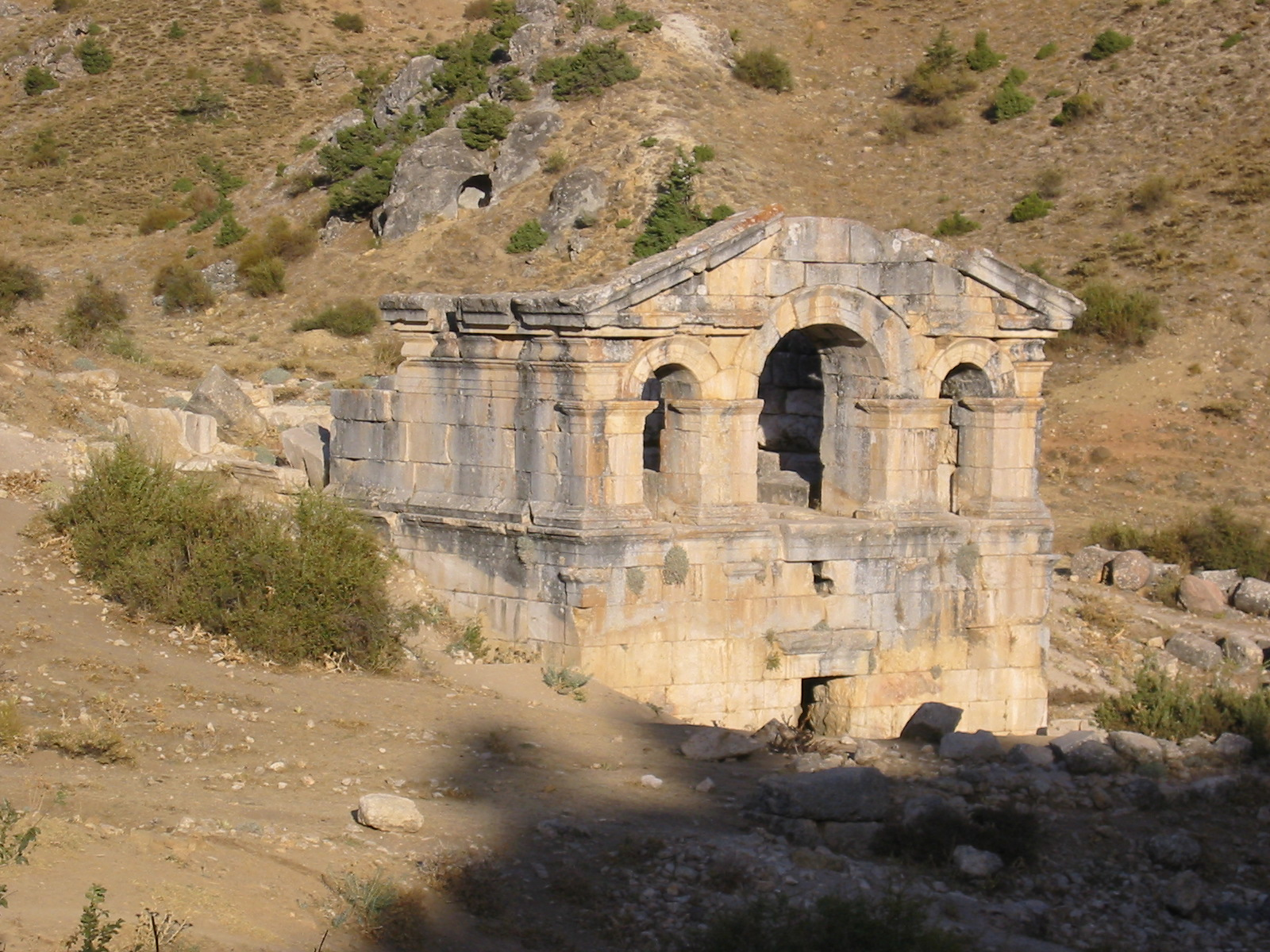

Comana era un'antica città della Cappadocia (in greco τὰ Κόμανα τῆς Καππαδοκίας?) e poi della Cataonia. Spesso è definita Comana Chryse o Aurea per distinguerla dalla Comana Pontica. Il toponimo ittita Kummanni è considerato verosimilmente fare riferimento a Comana, ma tale identificazione non è certa. Le sue rovine si trovano nel moderno villaggio turco di Şar, dieci miglia a nord-ovest di Göksun, nel distretto di Tufanbeyli, nella provincia di Adana. Secondo una tradizione l'eroe Oreste depose qui dei suoi capelli come ringraziamento per la fine delle sue sofferenze. Da ciò, secondo un'etimologia popolare, deriverebbe il nome Comana.

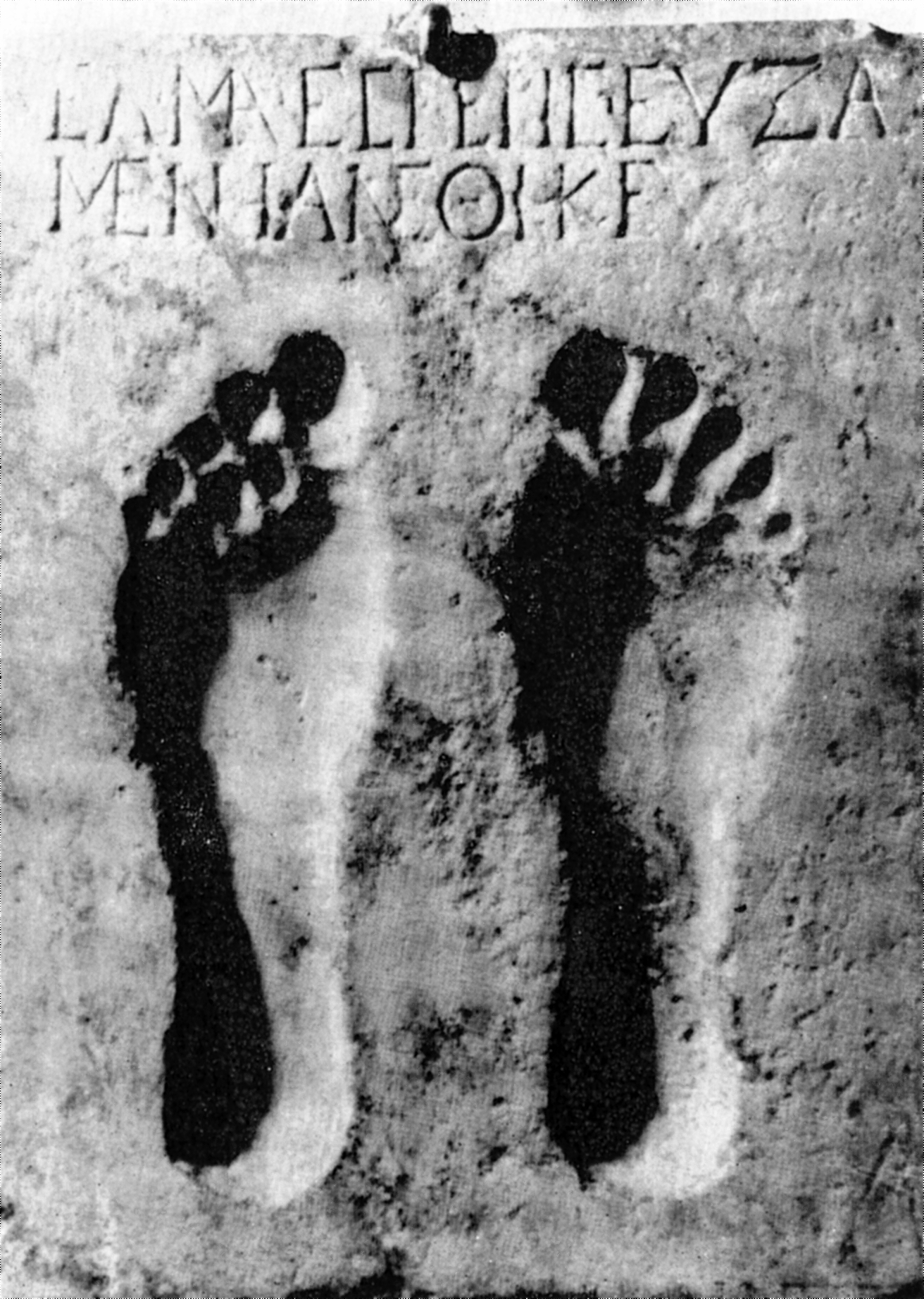
Ex voto a Comana dedicato alla dea Ma, Museo nazionale di Varsavia.

Un altro suo epiteto era Hieropolis (città sacra) per la presenza di un famoso tempio della divinità Ma-Enio (vedi Men). Strabone e Cesare visitarono questo luogo. Il primo si dilunga in modo dettagliato sulla sua posizione nella valle del fiume Saro. Il sontuoso tempio godeva di grande fama e venerazione e per coprire le spese del suo mantenimento e di quello delle migliaia di suoi hieroduli (schiavi del tempio) era dotato di grandissimi latifondi. La città, che era appannaggio del tempio, era direttamente governata dal sommo sacerdote, che fu sempre un membro della famiglia reale di Cappadocia. Con l'arrivo dei Romani il tempio fu dedicato alla dea Bellona e come sommo sacerdote fu nominato Licomede. L'imperatore Caracalla diede a Comana lo status di colonia e il tempio fu rispettato e ricevette onori anche sotto i successivi imperatori fino all'avvento del Cristianesimo. Nelle Novellae dell'imperatore Giustiniano (Nov. 31. c. 1) si trova la distinzione tra Comana Chryse e Comana Pontica. La città coniò anche proprie monete come attestano le epigrafi Col. Aug. Comana e Col. Iul. Aug. Comanenoru o Comainoru. San Basilisco fu martirizzato e sepolto a Comana. Alcuni suoi prelati parteciparono a importanti concili: il vescovo Elpidio al Concilio di Nicea del 325 e  il vescovo Eraclio al Concilio di Calcedonia del 451. Il semi-ariano Leonzio deteneva questa diocesi al tempo dell'imperatore Gioviano. Secondo Palladio di Galazia, Giovanni Crisostomo sarebbe stato vescovo della città, ma tale informazione è molto dubbia. Dal V secolo e fino al XII Comana fu suffraganea di Melitene.